# Дубовець (притока Айдару)
Дубовець — річка в Україні, у Старобільському та Новопсковському районах Луганської області, ліва притока Айдару.
Річка Дубовець починає свій витік на західній околиці села Тарабани. Тече на захід по дну однойменної балки. На річці розташовано два водосховища на південно східній околиці села Піски. Впадає до Айдару на південно західній околиці села Піски. Довжина річки близько 20 км.

## Цікавий факт
У минулому столітті у пригирловій частині річки у селі Піски існувало декілька газових свердловин.